# A Posteriori
A Posteriori – szósty studyjny album niemieckiego projektu muzycznego Enigma.
Poprzedni album Voyageur zawierał minimalne ilości dźwięków sygnowanych przez projekt.

## Lista utworów
1. "Eppur si muove" [3:41]
2. "Feel Me Heaven" [4:50]
3. "Dreaming of Andromeda" [4:26]
4. "Dancing with Mephisto" [4:25]
5. "Northern Lights" [3:39]
6. "Invisible Love" [4:55]
7. "Message from Io" [3:09]
8. "Hello and Welcome" [5:08]
9. "20.000 Miles over the Sea" [4:23]
10. "Sitting on the Moon" [4:21]
11. "The Alchemist" [4:41]
12. "Goodbye Milky Way" [5:58]

## Autorzy
- Michael Cretu (znany jako Curly M.C.) – producent nagrań, wokal (utwory:6,10 i 12)
- Louisa Stanley – głos (utwory:4 i 12)
- Andru Donalds - głos (utwór 8)

## Pozycje na listach
| Pozycja na liście | Pozycja na liście | Pozycja na liście | Pozycja na liście | Pozycja na liście | Pozycja na liście | Certyfikat             |
| FRA               | AUT               | GER               | SWE               | FIN               | CHE               | Certyfikat             |
| ----------------- | ----------------- | ----------------- | ----------------- | ----------------- | ----------------- | ---------------------- |
| 38                | 17                | 16                | —                 | —                 | 24                | - ROS: platynowa płyta |